# Atlanticism

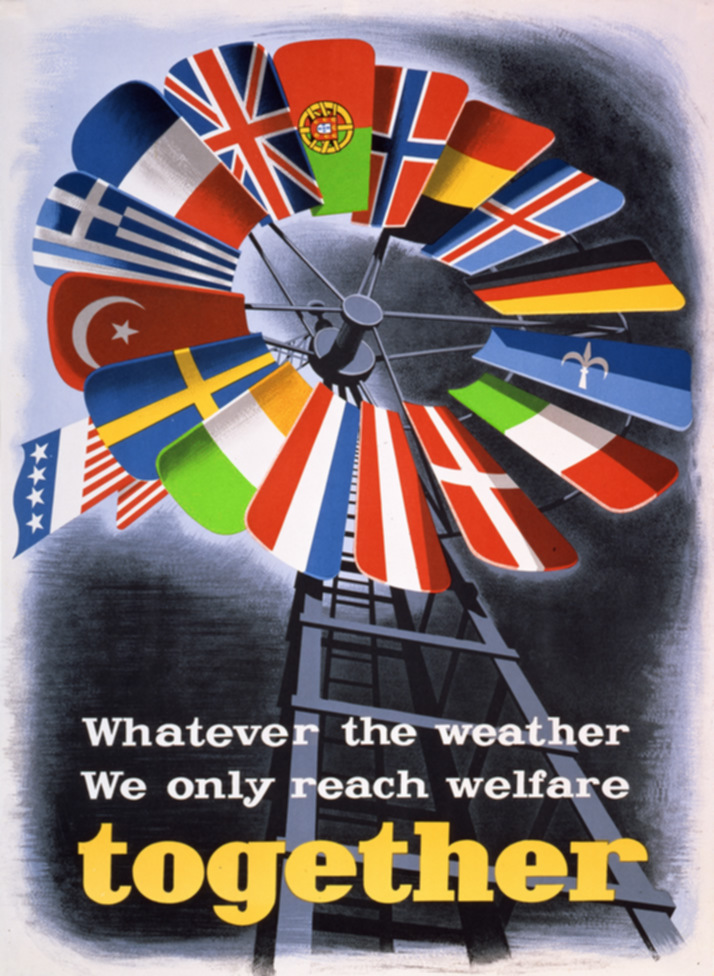
Affisch från den amerikanska regeringen, som var inflytelserik i det västblock som binder Europa till Nordamerika efter andra världskriget i samband med det kalla kriget.

Atlanticism, även känd som transatlanticism, är tron på eller stöd för en nära relation mellan folken och regeringarna i Nordamerika (USA och Kanada) och de i Europa (länderna i Europeiska unionen, Storbritannien , Schweiz, Frankrike, Tyskland, Österrike, Italien, Norge, Island och de europeiska mikrostaterna utanför Europeiska unionen) om politiska, ekonomiska och försvarsfrågor. Den strävar efter att upprätthålla säkerheten och välståndet i de deltagande länderna och skydda den liberala demokratin och de progressiva värderingarna i ett öppet samhälle som förenar dem. Termen kommer från Atlanten, som gränsar till Nordamerika och Europa.